# Zacerata asparagi
Zacerata asparagi är en tvåvingeart som beskrevs av Daniel William Coquillett 1924. Zacerata asparagi ingår i släktet Zacerata och familjen borrflugor. Inga underarter finns listade i Catalogue of Life.